# Ferdinand von Saar
Pour les articles homonymes, voir Saar.
Ferdinand von Saar, né le 30 septembre 1833 à Vienne et mort le 24 juillet 1906 à Döbling, est un écrivain autrichien du courant réaliste tardif. Il est surtout estimé pour ses nouvelles, caractérisées par un pessimisme profond, mais il a également écrit des drames et des poèmes.

## Biographie

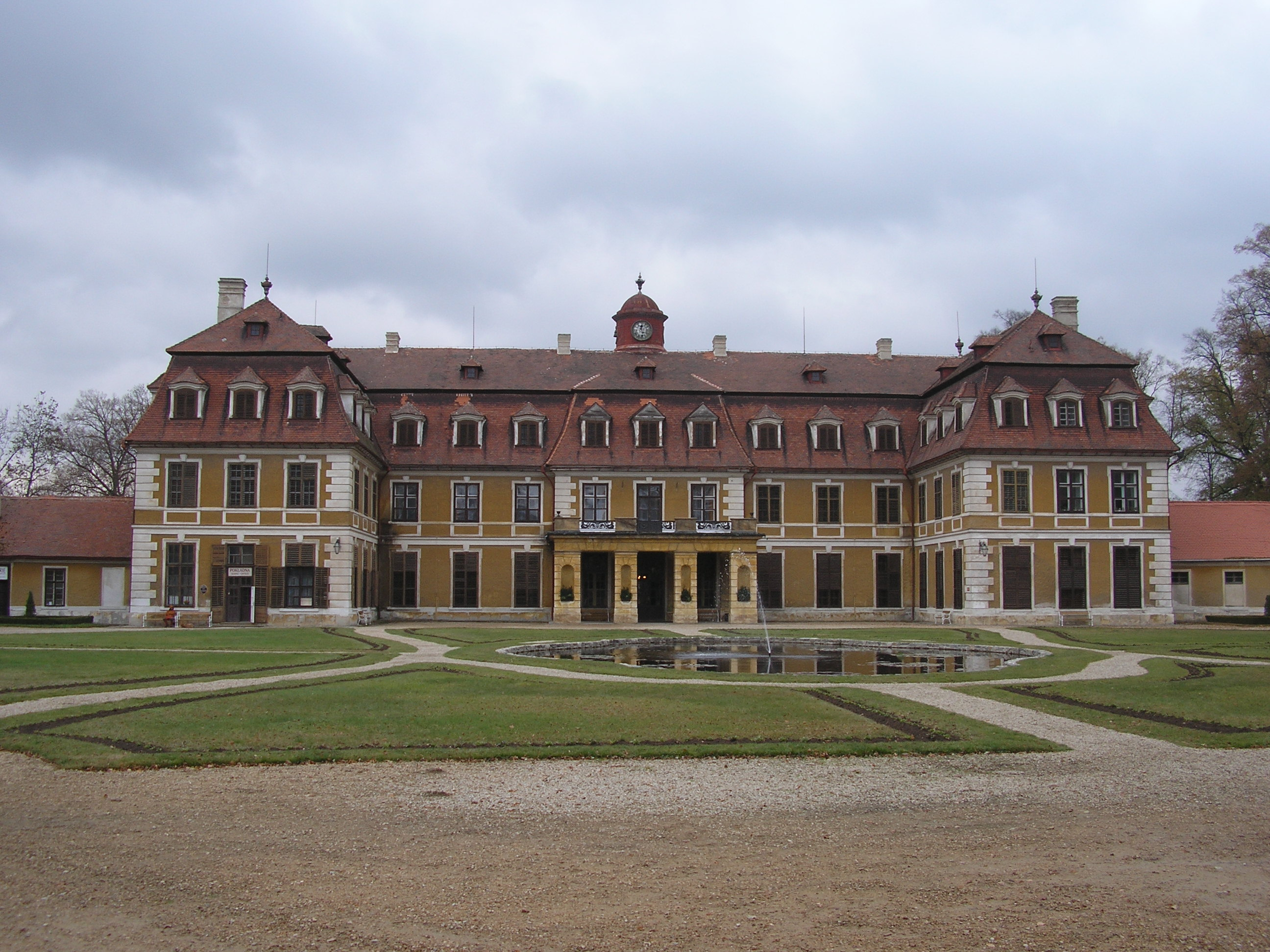
Le château de Raitz où, en 1892, Saar écrit la nouvelle Le château de Kostenitz

Il est issu d'une famille des fonctionnaires anoblie en 1793 pour les mérites des frères Johann Adam et Johann Adalbert Saar pour le service de la poste.
Son père meurt tôt et il grandit chez son grand-père. De 1843 à 1848, il va au Schottengymnasium, un lycée privé catholique, à Vienne. Il entre dans le 16e régiment d'infanterie en 1849, obtient le rang de lieutenant en 1854 et prend part à la Campagne d'Italie de 1859. Durant cette période, il fait la connaissance de Stephan von Millenkovich (dit Milow, 1836–1915) qui partage ses aspirations littéraires. Il démissionne en 1860 et vit comme écrivain libre à Döbling et Vienne. Les années 1860 sont marquées de grands difficultés pour lui, il souffre de problèmes financiers et de blocage de l'écrivain, et est même incarcéré à plusieurs reprises à l'instigation de ses créanciers. Ses tentatives pour se faire reconnaître comme dramaturge, dont son grand drame Heinrich der Vierte (1865/1867), n'aboutissent à rien. Pourtant, dans les années 1870, sa situation s'améliore. Fréquentant le salon de Josephine von Wertheimstein (1820–1894), à partir de 1871, il trouve le soutien de riches mécènes, dont la famille Salm-Reiferscheidt qui lui accorde le droit de vivre dans ses châteaux de Blansko et de Raitz en Moravie-du-Sud. En 1873, il fait un voyage à Rome avec son ami Milow. Ses Novellen aus Österreich (1877) (Nouvelles d'Autriche) rencontrent un certain succès. Il se marie en 1881 avec Melanie Lederer, mais son épouse se suicide trois ans plus tard.
Une amitié le lie à Marie von Ebner-Eschenbach qui vit près de Blansko au château Lysice.
Dans les années 1890, sa réputation littéraire croît. En 1890, il reçoit l'Ordre de François-Joseph. La critique loue ses Wiener Elegien (Élégies viennoises) (1893), il est généralement considéré comme un poète moderne exemplaire, et les écrivains de la nouvelle génération (Hugo von Hofmannsthal, Arthur Schnitzler, Richard Beer-Hofmann, Leopold Andrian, Richard von Schaukal (en), Felix Salten) lui rendent hommage. De plus en plus respecté officiellement, il devient membre du Herrenhaus en 1903.
Il nourrit un amour inavoué pour Franziska von Wertheimstein (1844–1907), la fille de Josephine von Wertheimstein, qui a repris le salon de Döbling à la mort de la mère. Peut-être à cause d'une mère dominante, elle est névrotique. Saar, également dépressif, est le seul être humain proche d'elle.
Il se suicide en 1906, malade du cancer.

## Place de Saar dans la littérature
Influencé par Stifter et Tourgueniev, philosophiquement par le pessimisme de Schopenhauer, Saar a écrit 32 nouvelles qui constituent sa contribution majeure à la littérature autrichienne. Elles visent à donner un panorama de la société habsbourgeoise. Dans une lettre à son éditeur (9.6.1896), Saar écrit que ses nouvelles doivent être comprises comme « de tableaux de la culture et des mœurs puisés dans la vie autrichienne de 1850 jusqu'au présent ».
Les recherches sur la Wiener Moderne à partir des années 1980 ont stimulé un intérêt renouvelé pour Saar qui était presque oublié, mais qui était déjà considéré comme un précurseur de la littérature moderne par Hermann Bahr en 1890.
Sa nouvelle Le château de Kostenitz fait partie du « canon » de la littérature allemande du critique littéraire Marcel Reich-Ranicki.

## Œuvres (choix)
- Kaiser Heinrich der Vierte, 1865-1867 (drame)
- Innocens, 1866 (nouvelle)
- Marianne, 1873 (nouvelle)
- Die Geigerin, 1874 (nouvelle)
- Die Steinklopfer, 1874 (nouvelle)
- Novellen aus Österreich, 1877 (nouvelles)
- Tempesta, 1881 (tragédie)
- Gedichte, 1882 (poèmes, 2e éd. 1888)
- Schicksale, 1889 (nouvelles)
- Wiener Elegien, 1893 (poèmes)
- Schloß Kostenitz, 1893 (nouvelle)
- Herbstreigen, 1897 (trois nouvelles)
- Die Pincelliade, 1897 (poème épique)
- Nachklänge, 1899 (poèms et nouvelles)
- Dissonanzen, 1900 (nouvelle)
- Camera obscura, 1901 (cinq nouvelles, 2e éd. 1904, huit nouvelles)
- Hermann und Dorothea, 1902 (poème épique)
- Tragik des Lebens, 1906 (nouvelles)
- Sämtliche Werke, 12 vols., 1908 (collection)
- Briefwechsel mit Marie zu Hohenlohe (ed. Anton Bettelheim), 1910 (correspondance)
- Briefwechsel mit Marie von Ebner-Eschenbach (ed. Heinz Kindermann), 1957 (correspondance)
- Briefwechsel / Ferdinand von Saar - Abraham Altmann (ed. Jean Charue), 1984 (correspondance)

## Œuvres traduites en français
- Les Tailleurs des pierres (Die Steinhauer), Innocent (Innocens) dans K. Toursky-Strebinger et Sacher-Masoch: Nouvelles slaves. L. Westhausser, Paris, 1886
- Le Château de Kostenitz (Schloß Kostenitz), précédé de Ferdinand von Saar : Le Château de Kostenitz par Hugo von Hofmannsthal, trad. fr. Jean-François Boutout, Paris, Éditions Le Promeneur, 135 p., 2003  (ISBN 978-2070767502)
- Les Casseurs de pierres (Die Steinklopfer), trad. fr. et préf. David Thieulin (Ed.), Édition bilingue, 126 p., 2018  (ISBN 9782953488067)
- Le Brasseur d'Habrovan (Der Brauer von Habrovan), trad. fr. David Thieulin (Ed.), Édition bilingue, 72 p., 2020  (ISBN 9782953488074)
- Le Lieutenant Burda, trad. fr. Jacques Le Rider, Paris, Éditions Bartillat, 126 p., 2022  (ISBN 978-2841007387)
- Le docteur Trojan (Doktor Trojan), trad. fr. David Thieulin (Ed.), Édition bilingue, 122 p., 2023  (ISBN 9782953488098)
- Histoire d'une enfant de Vienne, trad. fr. Jacques Le Rider, Paris, Bartillat, 140 p., 2024  (ISBN 9782841007646)